# 定置式蒸気機関

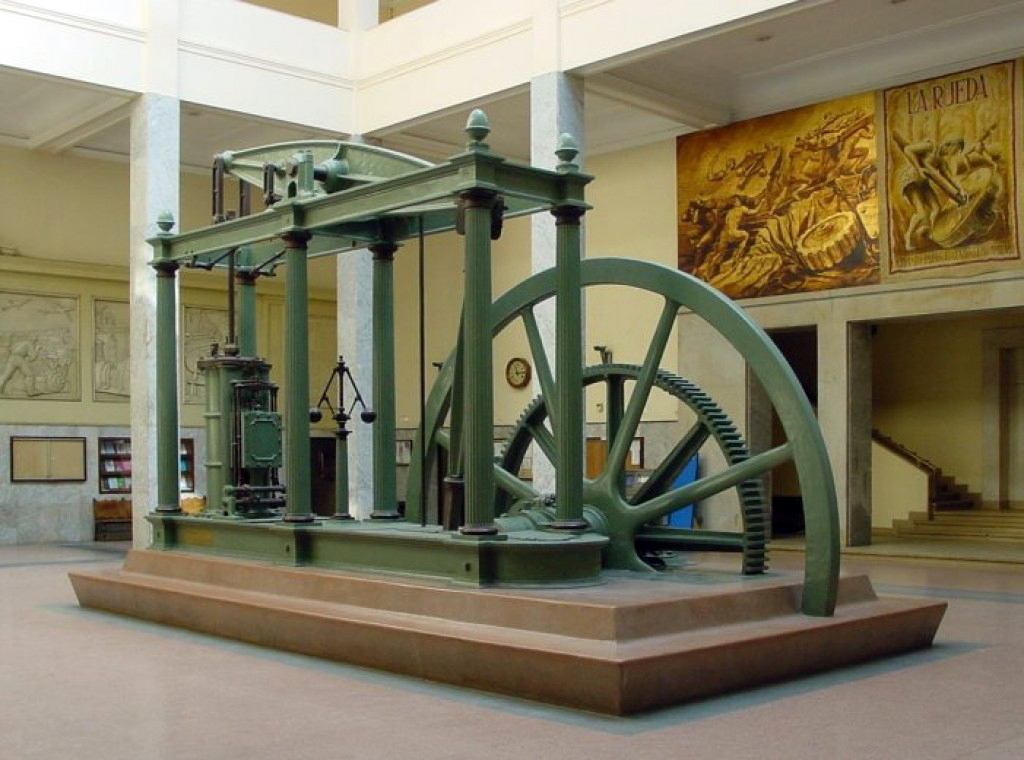
ジェームズ・ワットの開発した定置式蒸気機関

定置式蒸気機関（ていちしきじょうききかん）とは主に揚水や工場の動力等に使用された固定式の蒸気機関で可搬式蒸気機関が登場したことによって出来たレトロニムである。

## 概要
蒸気機関の黎明期に開発された蒸気機関はほぼ例外なく定置式蒸気機関だった。産業革命を支え、炭鉱などの鉱山での揚水や発電や製粉、紡績などの動力として使用された。揚水用の蒸気機関はクランクがなく往復運動を利用してポンプで水をくみ上げる。
日本国内では明治初期に長崎県の高島炭鉱や群馬県の富岡製糸場などに導入された。1881年には大阪砲兵工廠で国産化されたように明治中期以降は徐々に国産化が進んだ。
蒸気タービンや電動機、内燃機関が普及してからは廃れた。
トヨタ産業技術記念館には1898年スルザー社製の定置式蒸気機関が保存、展示される。